# Брутен (Міннесота)
Брутен (англ. Brooten) — місто (англ. city) в США, в округах Стернс і Поуп штату Міннесота. Населення — 626 осіб (2020).

## Географія
Брутен розташований за координатами 45°30′0″ пн. ш. 95°6′57″ зх. д. / 45.50000° пн. ш. 95.11583° зх. д. (45.500056, -95.115853).  За даними Бюро перепису населення США в 2010 році місто мало площу 4,07 км², уся площа — суходіл.

## Демографія
Згідно з переписом 2010 року, у місті мешкали 743 особи в 294 домогосподарствах у складі 167 родин. Густота населення становила 182 особи/км².  Було 320 помешкань (79/км²).
Расовий склад населення:
| - 98,7 % — білих - 0,3 % — чорних або афроамериканців - 0,1 % — корінних американців - 0,1 % — азіатів |

До двох чи більше рас належало 0,5 %. Частка іспаномовних становила 2,6 % від усіх жителів.
За віковим діапазоном населення розподілялося таким чином: 22,9 % — особи молодші 18 років, 49,4 % — особи у віці 18—64 років, 27,7 % — особи у віці 65 років та старші. Медіана віку мешканця становила 43,9 року. На 100 осіб жіночої статі у місті припадало 97,1 чоловіків;  на 100 жінок у віці від 18 років та старших — 86,6 чоловіків також старших 18 років.
Середній дохід на одне домашнє господарство  становив 49 820 доларів США (медіана — 37 411), а середній дохід на одну сім'ю — 60 349 доларів (медіана — 56 250). За межею бідності перебувало 10,5 % осіб, у тому числі 8,7 % дітей у віці до 18 років та 12,9 % осіб у віці 65 років та старших.
Цивільне працевлаштоване населення становило 230 осіб. Основні галузі зайнятості: освіта, охорона здоров'я та соціальна допомога — 32,2 %, роздрібна торгівля — 17,0 %, виробництво — 12,6 %.